# Instants éternels
Pour plus de détails, voir Fiche technique et Distribution.
Instants éternels (anglais : Everlasting Moments, suédois : Maria Larssons eviga ögonblick) est un film suédois de 2008 réalisé par Jan Troell, avec Maria Heiskanen, Mikael Persbrandt et Jesper Christensen. 

## Synopsis
Le film est tiré de l'histoire vraie de Maria Larsson, une Suédoise appartenant à la classe ouvrière au début des années 1900, qui gagne un appareil photo dans une loterie, et parvient à devenir photographe.

## Fiche technique
- Titre : Instants éternels
- Titre original : Maria Larssons eviga ögonblick
- Réalisation : Jan Troell
- Scénario : Niklas Rådström, Jan Troell, Agneta Ulfsäter-Troell d'après les mémoires Maja Öman
- Musique : Matti Bye
- Photographie : Mischa Gavrjusjov et Jan Troell
- Montage : Nils Pagh Andersen et Jan Troell
- Costumes : Katja Watkins
- Production : Tero Kaukomaa, Christer Nilson et Thomas Stenderup
- Société de production : Blind Spot Pictures Oy, Filmpool Nord, Final Cut Productions, Götafilm, Motlys et Schneider & Groos
- Pays de production :  Suède,  Danemark,  Norvège,  Finlande et  Allemagne
- Genre : Drame, historique et biopic
- Durée : 131 minutes
- Date de sortie : 
  - Suède : 24 septembre 2008

## Distribution
- Maria Heiskanen : Maria Larsson
- Mikael Persbrandt : Sigfrid Larsson
- Jesper Christensen : Sebastian Pedersen
- Emil Jensen : Englund
- Ghita Nørby : Miss Fagerdal
- Hans Henrik Clemensen : Mr. Fagerdal
- Amanda Ooms : Mathilda
- Antti Reini : le capitaine
- Birte Heribertsson : tante Tora
- Claire Wikholm : grand-mère Karna
- Nellie Almgren : Maja à l'âge de 7 à 9 ans
- Callin Öhrvall : Maja à l'âge de 14 à 22 ans
- Ann Petrén : Ida
- Maria Lundqvist : Miss Petrén
- Sanna Persson : Månse-Lotta
- Maria Kulle : tante Anna
- Hans Alfredson : gardien de prison
- Livia Millhagen : la mère d'Ingeborg
- Max Eskilsson : Sven à l'âge de 14 à 17 ans
- Rickard Nygren : policier
- Alexander Kathy : Anton Nilson
- Lukas Wägbo : Algot Rosberg

## Distinctions
| Récompense                                   | Catégorie                                | Nom                                                   | Résultat |
| -------------------------------------------- | ---------------------------------------- | ----------------------------------------------------- | -------- |
| 66e Golden Globe Awards                      | Meilleur film étranger                   |                                                       | Nommé    |
| Guldbagge Awards,                            | Meilleur film                            | Thomas Stenderup                                      | Gagnant  |
| Guldbagge Awards,                            | Meilleure actrice                        | Maria Heiskanen                                       | Gagnante |
| Guldbagge Awards,                            | Meilleur acteur                          | Mikael Persbrandt                                     | Gagnant  |
| Guldbagge Awards,                            | Meilleur second rôle masculin            | Jesper Christensen                                    | Gagnant  |
| Guldbagge Awards,                            | Performance spéciale - Meilleure musique | Matti Bye                                             | Gagnant  |
| Guldbagge Awards,                            | Meilleur réalisateur                     | Jan Troell                                            | Nommé    |
| Guldbagge Awards,                            | Meilleur second rôle féminin             | Amanda Ooms                                           | Nommée   |
| Guldbagge Awards,                            | Meilleur scénario                        | Niklas Rådström, Jan Troell et Agneta Ulfsäter-Troell | Nommés   |
| Guldbagge Awards,                            | Meilleure photographie                   | Jan Troell et Mischa Gavrjusjov                       | Nommés   |
| Festival international du film de Valladolid | Meilleure actrice                        | Maria Heiskanen                                       | Gagnante |
| Festival international du film de Valladolid | Meilleur directeur de la photographie    | Jan Troell et Mischa Gavrjusjov                       | Gagnants |
| Festival international du film de Valladolid | Golden Spike                             | Jan Troell                                            | Nommé    |